# 王嘉 (平陵)
王嘉（前1世纪—前2年），字公仲，西漢平陵縣（今屬陝西省咸陽市秦都區）人，王嘉以明經入仕，初為郎官，任上因掌守殿門卻未能阻止人員、物品非法出入宮禁而被罷職，其後王嘉受光祿勳永聘任為麾下的屬吏，歷任南陵縣縣丞、長陵縣縣尉。鴻嘉年間，王嘉受漢成帝召見直言政事得失，升遷太中大夫，外放九江郡、河南郡太守，治理地方名聲顯揚，回朝後陸續擔任大鴻臚、京兆尹、御史大夫等職。建平三年王嘉接替平當為丞相，獲封新甫侯，期間推薦公孫光、滿昌、蕭、薛脩等人。元壽元年三月，王嘉因反對增加漢哀帝寵臣董賢的封戶，以及推薦梁相諸人等原因得罪於漢哀帝，遭下獄絕食而死。漢平帝元始四年，朝廷追錄忠臣功勳，再度冊封王嘉之子王崇為新甫侯，另追贈王嘉諡號為「忠」。

## 生平

### 明經入仕
王嘉因參加明經射策考試，中了甲科而做郎官，後來由於守衛殿門失職獲罪遭免官。光祿勳永聘用他為屬吏，舉廉合格擔任南陵縣县丞，再次憑舉廉合格擔任長陵縣县尉。鸿嘉年間，朝廷舉薦敦厚樸素能直言之人，汉成帝在宣室召見王嘉。讓其對答政事得失，越級拔擢他為太中大夫，出京任九江郡太守、河南郡太守，治政很有名聲，而後王嘉被徵召入京擔任大鴻臚，調遷京兆尹，升任御史大夫。建平三年，王嘉接替平當做丞相，受封新甫侯，加授食邑一千一百戶。

### 上疏薦才
王嘉為人剛直嚴毅有威望，皇帝甚為敬重他，當時汉哀帝初即位，想要匡正漢成帝時期的政事，因此多有變動，王嘉為此上奏疏道：
臣聽說聖明君主的功績在於得到人才。孔子說：「賢才難得，不是這樣嗎！」、「所以繼承前代立為诸侯者，能像他們的先人一樣賢能就行了。」即使不能夠全都賢能，天子還可以替他們挑選大臣，任為卿去輔佐他們。在這樣的封國，歷代國君都尊敬士人重視賢才，然後人民才會歸附他，因此教化施行而治理國家的功績建立。現在郡守的地位比古代的諸侯還重要，從前盡力選拔賢才，賢才極難得到，選拔擢升可以任用之人，有的甚至出身於囚徒，從前魏尚因事獲罪被拘禁，汉文帝感悟於馮唐的勸諫，派使者拿著符节去赦免魏尚的罪過，任命為雲中郡太守，連匈奴都懼怕他。汉武帝從罰作勞役的囚徒中提拔了韩安国，任命為梁國的內史，親兄弟之間因此和睦安樂。張敞為京兆尹，有罪應當免官，有狡猾的官吏知道後便故意冒犯張敞，張敞逮捕並殺了他，官吏的家屬為他申冤，使者複審訟案，彈劾張敞殺害人命，上奏請求逮捕張敞，汉宣帝不批准逮捕令，而是會同前案處理將其免職，張敞逃亡在外數十天，漢宣帝徵召張敞任命他為冀州刺史，終於發揮了他的作用。前代帝王並非偏愛這三個人，而是貪愛他們的才能見識對國家有益處啊。
漢文帝時，有些任官時間長的官吏誕下子嗣，就用官吏作為姓氏，倉氏、庫氏就是倉庫官吏的後代。那些俸祿二千石等級的高等官員也樂於職守，然後上下互相勉勵，沒有誰懷著得過且過，應付差事的想法。後來漸漸有了變化，公卿以下的官吏相互更遞變動頻繁，又多次改變所負責的政事，司隸、部刺史查到官吏有過失就彈劾，揭發隱私，官吏有的在位幾個月便辭官了，送走舊吏迎來新官，上任與離職的官吏往來於道路。中等才能之人苟且謀求保全，下等才能之人心懷恐懼只顧自身，只看眼前謀求私益的人增多，二千石等級的官員日益卑下低賤，官吏百姓皆輕視怠慢他們。有人掌握了他們微小的過失，加油添醋弄成罪名，報告給刺史、司隸，有時朝廷就根據上書中揭發的罪刑下令懲治他們，官吏們知道自己容易被鬥垮，稍不如意即產生叛逆的心思。從前山陽郡逃亡的役人苏令等人恣意橫行，官府屬吏面臨危難，卻沒有人願意殉節恪守大義，這都是因為太守、國相的威權平時就被剝奪了。漢成帝懊悔這種情況，於是頒下詔書，二千石等級官員不以故意放縱為罪名，派使者賞賜黃金，寬慰他們的心，實在是認為國家有危急，還得依靠二千石官吏辦理，二千石官吏尊貴的地位難以動搖，才能指揮下屬與百姓。

漢宣帝愛護那些善於治理百姓的官吏，有奏章彈劾他們，就把奏章留在宮中，遇到大赦一概解除。舊例，尚書極少批下奏章，因會煩擾驚擾百姓，為了驗證奏章內容而拘禁審理，有的人甚至因此死在監獄中，所以奏章中一定要有「敢告之」三字才批交官吏辦理。希望陛下留心選擇賢才，記住長處忘掉過失。寬容臣子，不要求全責備。二千石官、部刺史、三辅縣令中有能夠勝任官職的，人之常情不可能沒有過失差錯，應當寬恕小過錯，以此勉勵努力奉職的人，這是眼下的緊要之事，關係到國家的利益呀。先前蘇令發難，想派遣大夫逐補盜賊查明事件情況，當時卻沒有能夠勝任使命的，只好召見盩厔縣縣令尹逢，任命其為諫大夫派他前往，現在大夫們有才能者很少，曾該預先扶植培養可以成才的，那麼各級官吏就會赴救國難而不吝死亡，面臨患亂才倉促去尋求這樣的人才，這不是朝廷英明的辦法。
王嘉於是推薦儒家學者公孫光、滿昌以及能幹的官吏蕭、薛脩等人，都是原來二千石等級官吏中有名聲者，漢哀帝全數接納並任用了他們。

### 勸阻封爵
適逢息夫躬、孫寵等人經由中常侍宋弘上書告發東平王劉雲詛咒和漢哀帝，又與東平王后的舅父伍宏謀劃殺死漢哀帝發動叛亂，劉雲等人因此被處死，息夫躬、孫寵則被升為二千石等級的高官。此時侍中董贤正深受漢哀帝寵幸，漢哀帝打算封其為侯卻沒什麼好理由，傅嘉便勸漢哀帝藉東平王的事件來封賞董賢，漢哀帝於是修改息夫躬、孫寵告發東平王時呈上的奏章，刪掉宋弘的名字，改稱經由董賢而知道了這件事，想憑此功勞封董賢為侯，三個人都先賜爵關內侯，過了不久，要封賞董賢等人，漢哀帝內心忌憚王嘉，就先派傅皇的父親孔鄉侯傅晏拿著詔書給丞相、御史大夫閱覽。
王嘉和御史大夫賈延在此時呈上密封的奏疏說：「私下裡看見董賢三人剛剛賜爵，眾人紛紛議論，都說董賢是因為貴寵而輕易得到封賞，其餘二人沾他的光也一同蒙受皇恩，到現在流言仍未止息。陛下的仁愛恩惠施加給董賢等人接連不斷，應該公布董賢等人奏章的文字，召見公卿、大夫、博士、議郎向他們詢問，讓他們考察古今事例，辨明它的道義，然後再賜給官爵封地，不然，恐怕會大失人心，天下人伸長脖子議論，能公開評議這件事，一定有說應當封賞的，對陛下來說不過是採納意見，天下人即使不高興，過失也有人分擔，不會只落在陛下一人身上，從前定陵侯淳于長剛封侯時，這件事也有爭議，大司農谷永認為淳于長應當封侯，眾人因此歸罪於谷永，讓先帝沒有獨自遭受那些譏議。臣王嘉、臣賈延才能低下不稱職，即使死了也難抵罪責，明知順從旨意不違逆，能夠獲得短暫地保全，之所以不敢順從，是想報答皇上的厚恩啊！」漢哀帝讀過奏疏後被王嘉和賈延的話語感動，便將封爵之事暫時擱置起來。
而後過了幾個月，漢哀帝最終仍是下令封賞董賢等人，同時嚴厲的譴責公卿大臣道：「朕登上皇位以來，臥病未癒，反叛的陰謀接連不斷，亂臣賊子，親近侍奉在宮中。前東平王劉雲和他的王后謁詛咒朕，派侍醫伍宏等內侍來診脈，幾乎傾覆了社稷，危害沒有比這更大的了！從前楚国有子玉得臣，晋文公為他坐不安席，近代的事情，汲黯挫敗了淮南王刘安的陰謀。現在劉雲等竟有圖謀殺害天子叛亂的陰謀，是由於公卿大臣沒有能夠盡心擴大視聽把叛亂抑制消滅於尚未萌生前的緣故。依賴宗廟的神靈，侍中駙馬都尉董賢等人發覺並報告給朕，讓亂臣們都受到他們應有的懲罰。《尚書》中不是說嗎？『用爵祿表彰他們的善行。』所以封董賢為高安侯、南陽郡太守孫寵為方陽侯、左曹光祿大夫息夫躬為宜陵侯」。

### 日食異象
此後過了數月，發生日食，漢哀帝於是下令推舉敢於直言之人，王嘉又呈上密封的奏書道：
臣聽聞皋陶告誡帝舜說：「保有國家者不可傲慢及貪圖享樂，要競競業業，因為一國之內每日都要發生諸多事情。」箕子告誡周武王說：「臣下沒有權利給人幸福和懲罰，吃美好的飯食，假如臣下擅自給人幸福和懲罰，吃美好的飯食，就會給你的王室來危害，給你的國家帶來禍亂，官吏將因此背離王道，小民也將因此犯上作亂。」說的便是這樣會違背尊卑的次序，擾亂阴阳的系統，從而損害到君王，讓國家陷入險境，國家的治理偏邪不正，百姓因僭越失度而不安分，這是君王不遵守法令制度，上下喪失秩序規矩的衰敗呀，周武王親自施行王道，至周成王、周康王時代德化達到隆盛，從這以後，放任心意縱容慾望，法令制度衰落，竟至於臣下弒殺君主，兒子殺害父親，父子之間是最親近的，失掉禮制的約束禍患都會產生，何況是異姓的臣子呢？
孔子說：「治理擁有一千輛兵車的大國，嚴謹認真地辦理國家大事又恪守信用，誠實無欺，節約財政開支又愛護官吏臣僚，役使百姓要不誤農時。」漢文帝因完全施行這些措施，天下人都蒙受恩惠，被尊稱為漢太宗。漢宣帝賞罰誠信嚴明，深恩有節度，記錄人的功績，忽略小的過錯，因而達到政治清明社會安定。漢元帝繼承帝王之業，溫良恭儉少有慾望，當時都內藏錢四十萬萬，水衡藏錢二十五萬萬，少府藏錢十八萬萬。漢元帝曾駕幸上林苑，後宮的馮婕妤跟隨至獸園，有猛獸受驚跑出圈來，馮婕妤挺身而出擋在漢元帝前方，漢元帝為嘉獎她的義行，賜錢五萬。掖庭宮人有親屬來探望，漢元帝給予賞賜，同時囑咐他們不要當眾謝恩，以此顯示公平憎恨偏心，深怕喪失人心，賞賜節約。那時外戚資財上千萬的很少，所以少府、水衡存錢很多，即使遭遇初元、永光年間的災荒，加上西羌的變亂，對外供給軍隊開支，對內賑濟災民，始終沒有社稷傾覆的憂患，是因為國家儲藏充實啊！漢成帝時，諫臣大多議論微服出行的害處，以及受寵嬪妃獨佔寵愛，皇上沉湎於酒色，損害德行削減壽命，那些言論都很懇切率直，但漢成帝始終不怨恨斥責，受寵的大臣有淳于長、張放、史育，史育多次被貶職黜退，家中資財不到千萬，張放被驅逐回封國，淳于長受杖刑死在獄中，不因私人的寵愛損害公正的義理，所以雖然有許多專寵女色的譏諷，但朝廷安定太平，把帝業傳給了陛下。
陛下在封國的時候，喜愛《诗经》和《尚書》，崇尚節儉，徵召來京過路的人們都稱頌您的品德美好，這是因為天下臣民由擁戴漢成帝轉為擁戴陛下啊，陛下剛繼位，即更換帷帳，撤掉華麗的絲織品，座車席墊的邊飾只用粗厚的絲織品，共皇的寢廟多次應當建造，陛下憂恤哀憐百姓，考慮費用不足，為了大義而割捨私恩，就暫時中止了工程，現在才開始建造，可是駙馬都尉董賢也在上林苑中興建了官署，又為董賢修建宏大的住宅，大門開向北闕，引王渠灌注董府的園林，派使者監督工程，賞賜官吏兵卒，規模比修建宗庙還大，董賢的母親病了，讓长安的廚官供給祭祀的飲食，祭祀途中遇到的行人都給予飲食，替董賢製造器物，做好之後，要上報給陛下您通過才送去，其中有的器物製作精美，就特別賞賜製作的工匠，即使是貢獻給太廟、太后三宮的器物，還做不到這樣，董賢家宴請賓客、舉行婚禮以及會見親戚等，各官署都供給財物，賞賜直到賤僕奴婢，每人十萬錢，派使者護衛照看，收取市場上的物品，商人震驚，路人喧嘩，群臣疑懼，下詔廢止苑囿，卻又賜給董賢二千多頃的土地，按等級占田的均田制從此被破壞了。奢侈僭越放縱慾望，擾亂陰陽，災害變異眾多，百姓傳播謠言，手持算筹驚惶不安，披頭散髮赤腳奔跑，騎馬的狂亂奔馳，謠言迷惑了他們的意志，使他們無法控制自己，有人認為手持算籌是對政策失誤的告誡，陛下向來仁愛多智做事謹慎，現在卻受到這樣嚴重的批評。

孔子說：「有了危險不去扶助，跌倒了不去攙扶，那還用輔助的人幹什麼呢！」臣王嘉有幸充位於臣僚，私下裡內心悲傷不能上達忠心誠意，如果臣死了有益於國家，絕不敢吝惜自己的生命，希望陛下慎重地對待自己的偏愛，體察眾人共同的疑慮，從前鄧通、韩嫣因為驕縱貴寵失去了節制，貪圖逸樂沒有滿足，卑賤之人抑制不住心中的慾望，終於陷入罪惡的深淵，惑亂國家丟掉性命，最終不能享受他們的福祿，這就是人們所說的溺愛他正是害了他啊！應該深刻借鑒前代，來節制對董賢的寵愛，保全他的性命。
漢哀帝收到王嘉的奏書後，逐漸對其感到不滿，對董賢反倒越發地寵愛，控制不了自己。

### 觸怒哀帝
正逢漢哀帝的祖母傅太后去世，漢哀帝藉機假託傅太后的遺詔，讓漢成帝的母親王太后下旨給丞相與御史大夫，加封董賢二千戶，以及賜給孔鄉侯傅晏、汝昌侯傅商、陽新侯鄭業封地。王嘉把詔書密封退還，趁機上呈密封奏書勸諫漢哀帝和太后說：
臣聽說官爵、俸祿、土地屬上天所有，《尚書》中說：「皇天任命有德之人，制定天子、诸侯、卿、大夫、士五等服式制度。已分別表彰他們的不同德行。」君王代表上天受給人臣爵位，尤其應該慎重，劃分土地賜封，做的不恰當，那麼百姓就不信服，進而觸動陰陽之氣，陰陽不和造成的損害讓天子自身的疾患加深，現在陛下的身體長期不適，這是臣王嘉心中憂懼的事啊！
高安侯董賢，是憑善於諂媚而受寵的臣子，陛下傾盡官爵祿位來使他尊貴，竭盡財物來讓他富有，折損自己尊貴的身分來使他榮耀，主上的威嚴已經降低了，內府的儲藏已經用盡了，還唯恐不能滿足他，財物都是百姓們出力創造出來的，漢文帝曾想修建一座露臺，因捨不得一百斤黃金的花費，便克制自己沒有修建，現在董賢散發國家的賦稅來佈施個人的恩惠，一家甚至得到一千金，自古以來尊貴的大臣未曾有過這樣的事，流言傳播四方，百姓都一致怨恨他，鄉里的谚语說：「被眾人所指責，沒有病也會死。」臣時常替他感到痛心，現在王太后根據傅太后的遺詔，命令丞相、御史大夫增加董賢的封戶，賜給孔鄉、汝昌、陽新侯三個侯國封地，臣王嘉私下裡很困惑。

山崩地動，日食發生在正月初一，這都是陰侵犯陽的告誡啊！此前董賢已經二度受封，傅宴、傅商兩次變更封地，鄭業借私恩肆意所求，恩寵已經過於優厚了，而他們仍然求財索位放任自己的慾望，不知滿足，嚴重損害了尊敬尊長的原則，不能夠把這些昭示給天下人，造成的危害太嚴重了，大臣驕縱擅權欺罔，陰陽失於調節，外氣內感相互作用，就會危害身體健康，陛下臥病在床長久不癒，皇位繼承人沒有確立，應該考慮端正各項事務，順應上天和百姓的心意，來求得福佑，為什麼要輕賤自己放縱慾望，不顧念漢高祖辛辛苦苦創立的制度把它傳到無窮呢！《孝經》中說：「天子設有三公、四輔七位諫諍大臣，即使天子沒有德政，由於有七位諍臣的匡正，也不致失去天下。」臣恭謹地將詔書緘封歸還，不敢顯露給人看，不是吝惜性命而不責罰自己，是害怕天下人知道這件事，所以不敢彈劾自己，臣愚笨戇直，多次觸犯忌諱，希望陛下仔細考察。
當初，廷尉梁相和丞相長史以及五位二千石等級的官吏共同審理東平王劉雲案件，當時冬天再有二十天就過完了，梁相心中懷疑劉雲冤枉，案卷中有不實之詞，上奏要求把案件轉送到长安，再下交給公卿大臣重新審理，尚书令鞫谭、仆射宗伯鳳認為可以批准，漢哀帝認為梁相等人都是看見自己身體不好，在東平王劉雲和朝廷之間猶豫觀望，心懷二意，希望劉雲案拖過冬日可以減死，沒有討伐叛逆憎惡主上仇敵的忠心，便下詔罷免梁相等人為平民。此後過了幾個月大赦天下，王嘉呈上密封的奏章舉薦梁相等人通曉審理案件說：「梁相計謀深刻周密，鞫譚擅長撰寫規範的文書，宗伯鳳精通经学品行端正，聖明的君王應該計算大臣的功勞免除他們的過錯，臣私下裡替朝廷婉惜這三個人。」奏書呈上，漢哀帝很不高興。此後過了二十多天，王嘉又封還給董賢增加封戶的詔書，漢哀帝就發怒了，召王嘉到尚書那裡，責問他：「梁相等人原先因為在官位上不盡忠誠之心，依附諸侯，懷有二心，違背了做人臣的原則，被判有罪，現在你稱讚梁相等人才能優異，足以計算功勞免除罪過，你因為道德修行，官居三公之位，以總籌政策統一綱紀分明善惡作為職責，知道梁相等人的罪惡已經公布，傳聞天下，當時就因此彈劾了自己，現在又稱讚梁相等人，說什麼替朝廷婉惜他們，大臣舉薦、廢黜官吏，任憑自己的心意行事，迷亂國家欺騙皇上，近臣尚且如此，更何況在遠處作官的人呢，說說為什麼！」王嘉脫下官帽向漢哀帝認錯。
案情下交給將軍和內朝官處理，光祿大夫孔光、左將軍公孙禄、右将军王安、光祿勳馬宮等彈劾王嘉迷亂國家欺騙皇上胡作非為，請求與廷尉共同審理，光祿大夫龔勝個人則認為王嘉官居宰相，所有的政事都荒廢了，過失是王嘉引起的，王嘉因舉薦梁相等人而定罪，太輕微了，以此證明他迷亂國家欺騙皇上胡作非為，恐怕不能昭示天下，漢哀帝最終同意孔光等人的奏議。

### 入獄而死
孔光等請求派谒者傳喚王嘉到廷尉诏狱，漢哀帝命令說：「骠骑将军、御史大夫、中二千石、二千石、諸大夫、博士、議郎議處。」卫尉孫雲等五十人認為：「事實如孔光等人所說的那樣可以批准。」議郎龔等人認為：「王嘉前後論事相違背，沒有一定的準則，不勝任宰相職務，應該削奪爵位和封地，免為平民。」永信少府猛等十人則認為：「聖明的君主審理、判決案件，一定要先推究動機認定罪過，探求本意確立案情，所以死者不會懷抱遺恨進入地下，活著的人不心懷怨恨接受懲罰，英明的君主具有崇高的德行，重視對大臣的處罰，廣泛延請有關官員討論，要讓天下人都信服，王嘉的罪名雖然符合法律，但聖明的君上對待大臣，在車上看見要下車，坐在座位上要起身，大臣病了多次探望他，死了要親自去弔信，停止宗廟的祭祀，依據禮儀尊崇他，按照儀制貶抑他，根據他的德行來撰寫祭文。考察王嘉本來是因為梁相等人獲罪，罪惡雖然明顯，可是作為大臣豎起頭髮帶著刑具，裸露身體遭受笞刑，這不是敬重國家頌揚宗廟的做法啊，現在正值春季，寒氣錯亂，霜露多次降臨，應該向天下顯示寬厚仁和，我們這些人不懂得大道理，請陛下明察。」有詔令下來授予謁者符节，傳喚丞相王嘉到廷尉詔獄受審。
使者到了王嘉府上，掾吏哭泣著，共同調配好毒藥遞給王嘉，王嘉不肯喝，主簿說：「將帥與丞相不向廷尉訴說冤情，相沿已成慣例，您最好自殺。」使者端坐在丞相府前，主簿又再次上前進藥，王嘉接過藥杯摔到地上，對屬吏說：「丞相有幸得以位居三公，奉行職事有負國家，應當在鬧市受刑來警戒世人。丞相難道是婦孺之輩嗎，為什麼要飲毒藥而死呢！」王嘉於是整理服裝出府，見到使者拜了兩拜接受聖旨，乘坐小吏坐的小車，去掉車上的頂篷，不戴冠帽，跟隨使者去見廷尉，廷尉收回了王嘉的丞相新甫侯印綬，綁縛王嘉用車送到都船詔獄。
漢哀帝得知王嘉活著去見官吏，非常氣憤，派將軍以下官員和五位二千石等級的官吏共同審理，辦案的官員責問王嘉，王嘉回答道：「考問案情之人希望得到事實，我私下裡看見梁相等人以前審理東平王的案件，並不是認為劉雲不該判死刑，而是認為涉及公卿的處理要顯示慎重，安排驛站的車馬轉送囚犯，勢必不可能拖過冬天，的確沒看到他們內外觀望阿附劉雲的證據，又有幸得以蒙受大赦，梁相等人都是善良的官吏，我私下替國家愛惜賢才，不是偏愛這三個人。」辦案官吏說：「如果是這樣，那麼你為什麼認為有罪仍應受懲罰？一定是有辜負國家的地方，不是無罪而入獄了。」獄吏漸漸凌辱王嘉，王嘉仰天嘆息道：「有幸得以充任宰相，不能進用賢才罷退惡人，因此辜負了國家，就是死也不能抵償罪責。」獄吏追問賢才與惡人的姓名，王嘉說：「賢才，原丞相孔光、原大司空何武，未能進用。惡人，高安侯董賢、董恭父子，諂媚邪惡擾亂朝政，卻不能罷免，我罪該萬死，死了也沒什麼怨恨。」王嘉被拘禁在監獄裡二十多天，不吃食物吐血而死，漢哀帝的舅舅大司马、驃騎將軍丁明素來看重王嘉，哀憐同情他，漢哀帝於是將丁明罷免，讓董賢接替他的職權。

### 身後追諡
王嘉擔任丞相三年後被誅殺，封國遭削除。王嘉死後，漢哀帝閱覽其供詞，思考他說的話，任命孔光接替王嘉為丞相，徵用何武做御史大夫。汉平帝元始四年，朝廷下詔追加登記忠臣，封王嘉的兒子王崇為新甫侯，並追封王嘉谥号為「忠」。

## 家庭
- 子：王崇

## 評價
- 班固：何武之舉，王嘉之爭，师丹之議，考其禍福，乃效於後。當王莽之作，外內咸服，董賢之愛，疑於親戚，武、嘉區區，以一蕢障江河，用沒其身。丹與董宏更受賞罰，哀哉！故曰「依世則廢道，違俗則免殆」，此古人所以難受爵位者也[1]。
- 諸葛亮：王嘉長於遇明君，不可以事暗主[3]。
- 黃震：嘉之事哀帝也，剛方不撓，開陳婉切，可謂大臣矣，方帝欲侯董賢，嘉上封事為止數月，既而下詔封賢，詔語侵及股肱，嘉如是可以去矣，失此不為，後數月因日食又言，其後益封賢二千户又言，彼漢何等法，彼哀帝何等主，而嘉可免乎哉[4]。
- 蔡東藩：王嘉入相三年，守正不阿，不可謂非良相，惜乎不得其人，所遇非主耳！且其稱美孔光，亦無知人之明。孔光陰險，惡過董賢父子，嘉知董賢父子之不肖，而不知孔光之為大奸，身被構陷，反以為賢，其致死也亦宜哉[5]。
- 成海應：余嘗怪董賢之嬖，哀帝不甚於女寵，而何爲沉惑蠱亂，至欲禪授乎，漢相威重如申屠嘉者，悔不斬鼂錯而後聞，王嘉欲除此嬖寵，何不直斬而後聞，乃以封事，委曲開陳乎，以帝之庸，傾彼邪媚，豈單辭所可動乎，卒乃爲賢所搆而死，嘉之失，失於緩也[6]。
- 王夫之：成、哀之世，所可任為大臣者，王嘉而已矣。漢室之孤忠，唯一王嘉，而不能訟其屈抑[7]。

## 延伸閱讀
[在维基数据编辑]
 《漢書/卷086》，出自班固《漢書》

| 前任： 平當 | 西汉御史大夫 前5年—前4年 | 繼任： 王崇 |
| 前任： 平当 | 西汉丞相 前4年—前2年     | 繼任： 孔光 |